# Pouteria campechiana
Pouteria campechiana är en tvåhjärtbladig växtart som först beskrevs av Carl Sigismund Kunth, och fick sitt nu gällande namn av Charles Baehni. Pouteria campechiana ingår i släktet Pouteria och familjen Sapotaceae. Inga underarter finns listade i Catalogue of Life.

## Bildgalleri

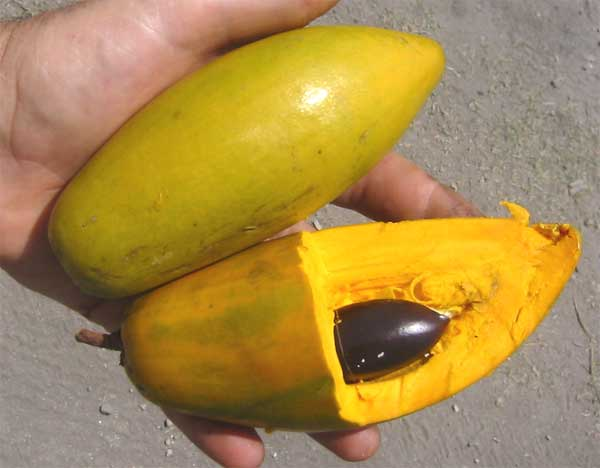
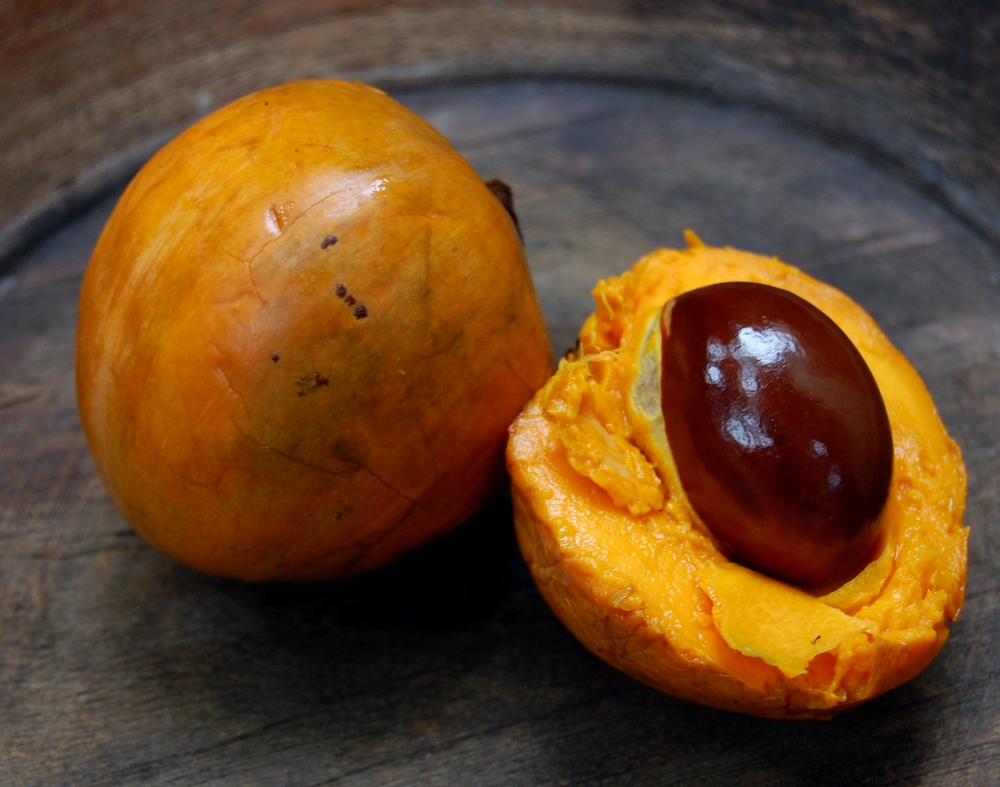
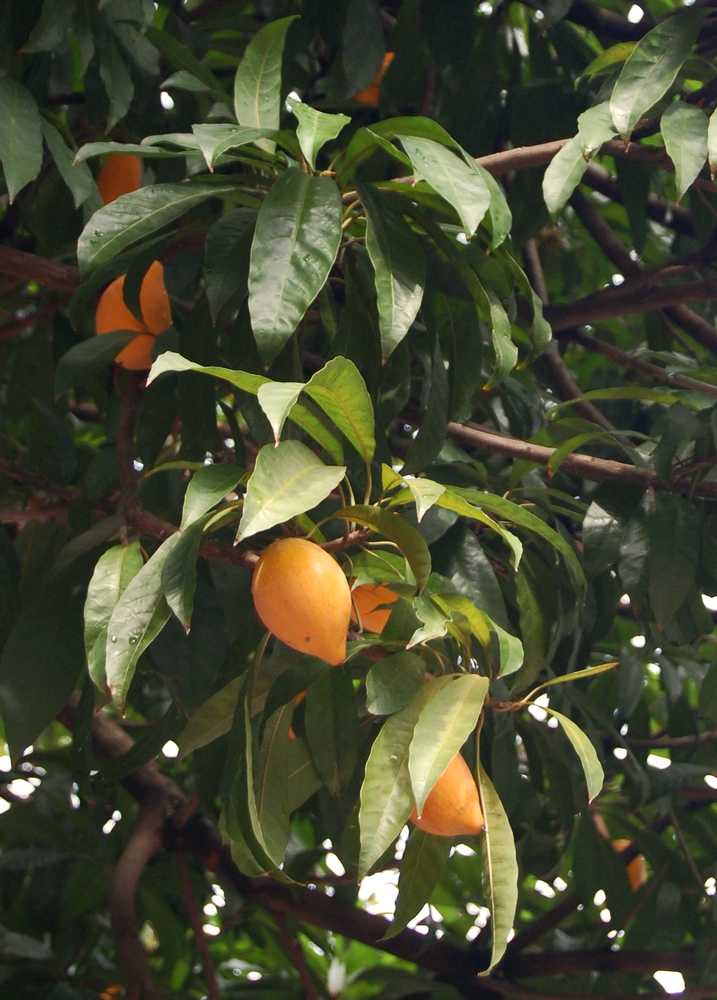
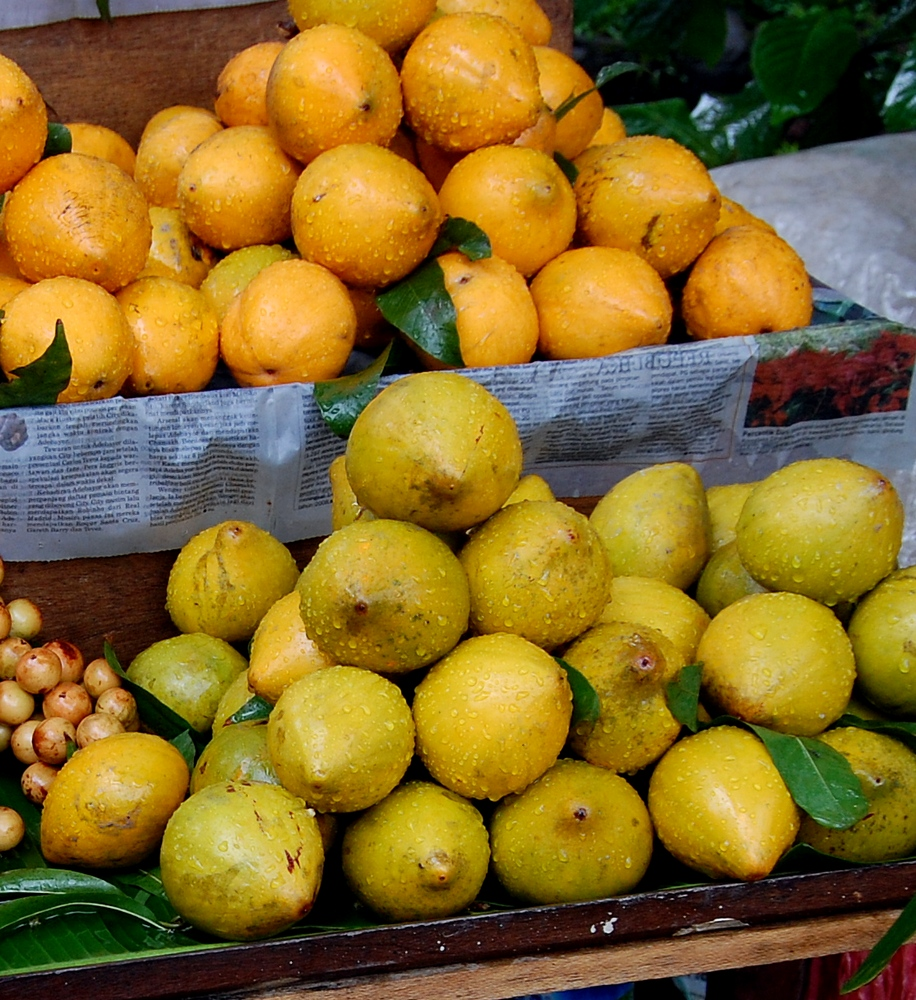
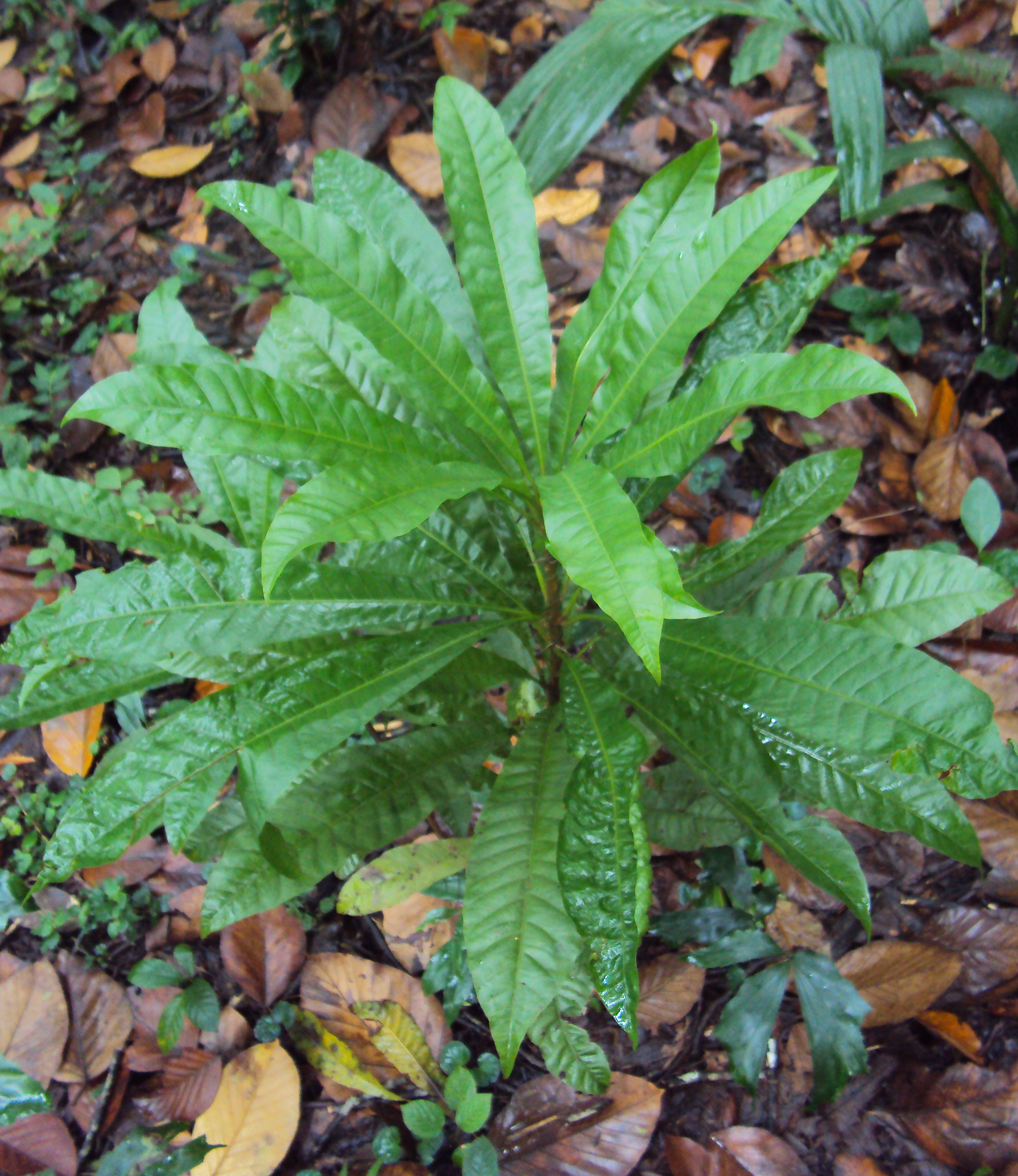
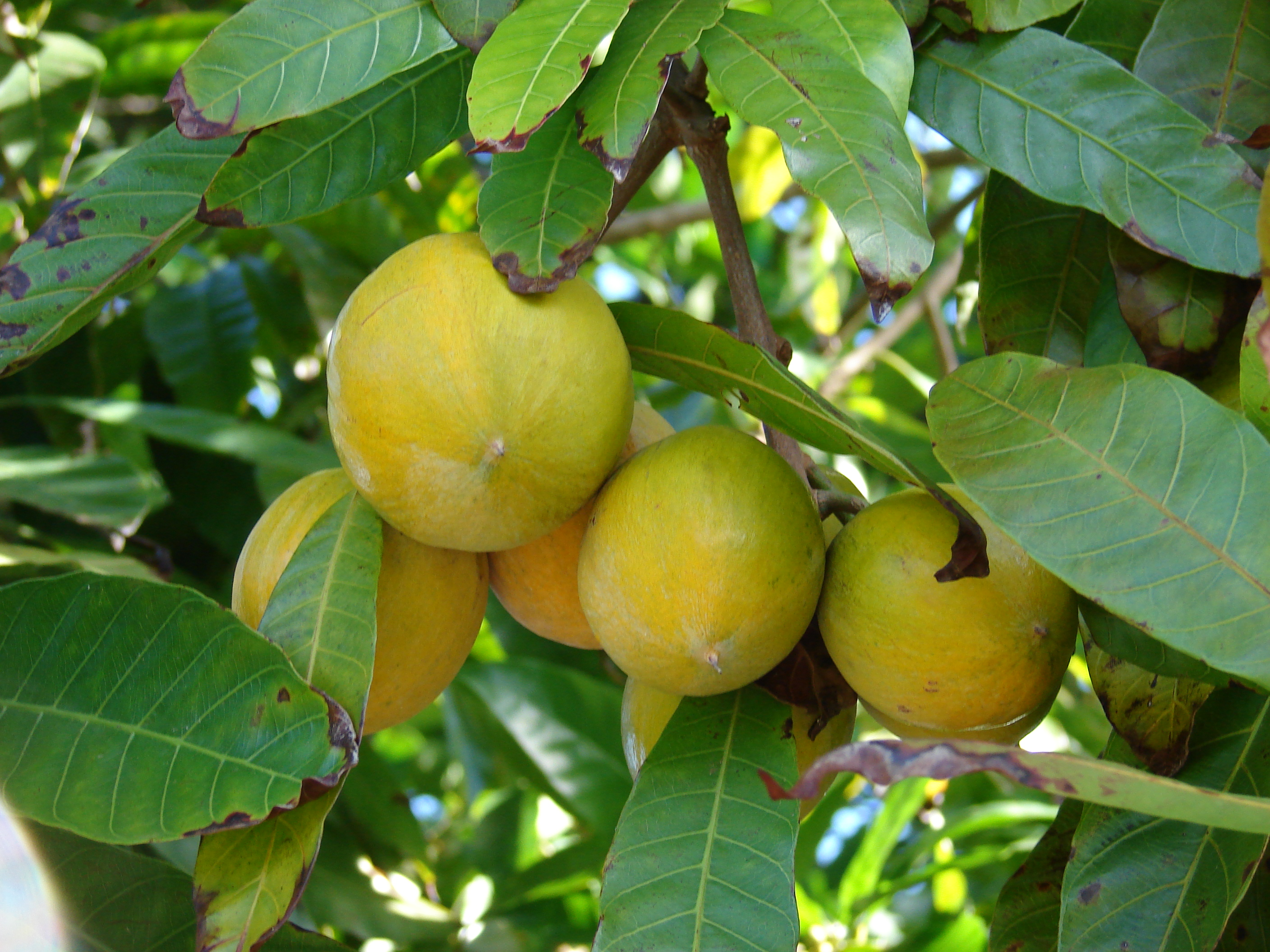